# Edward Ochab
Edward Mieczysław Ochab est un homme d'État polonais, né à Cracovie le 16 août 1906 et mort le 1er mai 1989 à Varsovie.

## Biographie
En 1929, il milite au Parti communiste de Pologne, clandestin, et est arrêté en 1933. Libéré en 1938, il rejoint l'Union soviétique, et s'engage dans l'Armée rouge en 1939.
Il est l'un des fondateurs du Parti ouvrier polonais (PPR) en 1942, et membre du Comité central.
En avril 1945, il est ministre de l'administration publique. Avec Bolesław Bierut, il est opposé à une trop grande influence soviétique du pays. De 1946 à 1948, il dirige localement le PPR (à Katowice). Il rejoint en 1948 le Parti ouvrier unifié polonais (PZPR), et en est secrétaire du Comité central de 1950 à 1956.
Il est Premier secrétaire du Parti ouvrier (la plus haute fonction politique de la République populaire de Pologne) de mars à octobre 1956. À ce titre, il favorise une certaine libéralisation politique. Il laisse la place à Władysław Gomułka à la suite des évènements d'octobre. Il est ministre de l’Agriculture de 1957 à 1959, puis président du Conseil d’État - soit chef de l'État - de 1964 à 1968. 
Il se retire de la vie politique en 1968 pour protester contre la campagne antisémite lancée par Władysław Gomułka et Mieczysław Moczar.
Il meurt à Varsovie le 1er mai 1989. Son épouse Rozalia est décédée en 1996 à 88 ans.